# Jamie Beaton
Jamie Beaton (Auckland, 1995) es un empresario neozelandés que fundó una empresa de tutoría educativa, Crimson Education, a los 17 años.
Cuando tenía 20 años, Beaton había adquirido varias otras empresas que operaban en asociación con Crimson Consulting. A partir de 2016, la empresa estaba valorada en más de NZ$ 75 millones y había atraído inversiones de tres multimillonarios, y Beaton poseía poco menos de la mitad de sus acciones. En el mismo año, a los 20 años, se graduó de la Universidad de Harvard con una maestría en matemáticas aplicadas. En 2022, un aumento de capital por parte de un fondo de capital riesgo valoró a Crimson en 550 millones de dólares estadounidenses.

## Primeros años y educación
Beaton nació y creció en Auckland, donde sus padres eran administradores de propiedades. Su madre se separó de su padre mientras estaba embarazada de Beaton. El padre de Beaton no participó en su crianza. Ambos padres se volvieron a casar más tarde. Asistió a la escuela Saint Kentigern, y luego fue al King's College con una beca académica. Se unió a Young Mensa y se convirtió en su coordinador nacional, y fue el mejor alumno de la escuela al graduarse.
Según Beaton, luego aplicó a 25 de las mejores universidades del mundo y recibió una oferta de cada una. Beaton estudió y completó seis títulos, incluidos una licenciatura y una maestría de la Universidad de Harvard (se graduó en 2016) y un doctorado de Universidad de Oxford. Le tomó solo tres años completar su licenciatura y maestría en matemáticas aplicadas de Harvard, con un tiempo típico para completar el curso de cinco años. También obtuvo dos títulos de la Universidad Stanford y recibió una maestría en asuntos globales de la Universidad Tsinghua en Beijing. A 2022 estaba a mitad de su séptimo título, una licenciatura en derecho de la Escuela de Derecho Yale.

## Negocios
El negocio de Beaton, Crimson Education, ayuda a preparar a los estudiantes para ingresar a prestigiosas universidades y fue fundado en 2013 con los cofundadores Fangzhou Jiang y Sharndre Kushor. El negocio atrajo inversiones de varios inversionistas de Nueva Zelanda, incluidos al menos tres multimillonarios, por la suma de NZ$ 1,4 millones. Los gestores de fondos de cobertura Julian Robertson y Chase Coleman, así como Alex Robertson y Soichiro Fukutake fueron los principales inversores iniciales. A partir de 2016, la empresa estaba valorada en más de NZ$ 75 millones y Beaton poseía poco menos de la mitad de sus acciones. Crimson Education se marca principalmente en Beaton, usándolo como un modelo a seguir para los posibles solicitantes de universidades prestigiosas. Los clientes de Crimson Education han informado que pagan decenas de miles de dólares por servicios de tutoría cuando intentan ingresar a una escuela de la Ivy League.
En 2021, el ex-primer ministro australiano Kevin Rudd se unió al consejo asesor de la empresa.
A  2022, la empresa tenía 630 empleados de tiempo completo y más de 3000 tutores y mentores. En el mismo año, un aumento de capital por parte de un fondo de capital de riesgo valoró a la empresa en 550 millones de dólares estadounidenses.

### Demandas
En 2017, Crimson Education estuvo involucrada en un litigio por incumplimiento de contrato con un exempleado. El asunto finalmente fue objeto de un acuerdo confidencial. En 2018, la Universidad de Auckland presentó una demanda contra una subsidiaria de Crimson Education, alegando violación de derechos de autor. La demanda finalmente se resolvió.
En enero de 2021, se informó que un competidor de Crimson había presentado una demanda en el Tribunal Superior por $ 10 millones por acusaciones de caza furtiva de empleados. Beaton también había presentado una demanda por agresión civil contra el propietario de ese competidor. Cuando los medios le pidieron un comentario, Crimson Education dijo que no era inusual que compañías como Crimson «experimentaran algunos litigios comerciales», pero no quiso comentar sobre el reclamo de agresión presentado por Beaton. En mayo de 2022 se informó que las partes habían llegado a un acuerdo confidencial.

## Vida personal y política
Beaton estaba en una relación con la cofundadora de Crimson Education, Sharndre Kushor. Beaton y Kushor se conocieron durante su educación secundaria en una conferencia de modelo de Naciones Unidas. Juntos, representaron a la delegación juvenil modelo de las Naciones Unidas de Nueva Zelanda en La Haya. A 2022 ya no estaban en una relación.
Después de perder las elecciones de 2020, el Partido Nacional de Nueva Zelanda, de centro derecha, anunció una revisión de su campaña electoral y Beaton formó parte del panel de revisión.